# Kamp Van Koningsbrugge
Kamp Van Koningsbrugge is een Nederlands televisieprogramma van de AVROTROS, uitgezonden op NPO 1 en online te zien op NPO Start. In het programma worden 15 deelnemers ("gewone burgers") onder leiding van Ray Klaassens en Dai Carter fysiek en mentaal getest om te zien of de deelnemers potentieel Korps Commando-waardig zijn. Presentator en naamgever is Jeroen van Koningsbrugge. Het format is gebaseerd op de Vlaamse reeks Kamp Waes. Het wordt jaarlijks in het najaar uitgezonden. In 2024 werd het ook in het voorjaar uitgezonden waardoor er dat jaar twee seizoenen waren.
In het begin van de serie worden de kandidaten fysiek en mentaal op de proef gesteld, waarna er wordt gewerkt aan de kernwaarden van het Korps Commandotroepen (KCT), namelijk 'moed, beleid, trouw, eer en trots'.
De eerste twee seizoenen van Kamp Van Koningsbrugge werd in directe samenwerking met het Korps Commandotroepen gemaakt.

## Opzet
Elk seizoen vindt plaats op een andere locatie. De locaties hebben vaak een militaire achtergrond.
Het seizoen bestaat uit twee verschillende fases, waarbij de eerste fase een voorfase heeft. De deelnemers kunnen tijdens het programma weggestuurd worden door Ray en/of Dai of kunnen zelf besluiten om te stoppen.

### Voorfase en Fase 1
In de voorfase worden de deelnemers vooral fysiek getest op uithoudingsvermogen. Ook wel het "kaf van het koren scheiden" genoemd. Tijdens deze voorfase vallen in elk seizoen al enkele deelnemers af.
De voorfase eindigt zodra de overgebleven deelnemers het kampterrein bereiken. Dit kampterrein word het "Kamp van Koningsbrugge" genoemd. Vanaf dat moment begint fase 1.
Bij fase 1 worden de deelnemers verder fysiek, maar ook mentaal tot het uiterste gedreven. De deelnemers weten niet wanneer ze gaan eten en wanneer ze slapen. Wel worden ze getest of ze met weinig slaap alert kunnen blijven. Sommige opdrachten moeten de deelnemers alleen uitvoeren en in andere gevallen in groepsverband.
Regelmatig terugkerende onderdelen tijdens de voorfase en fase 1 zijn:
- Geforceerde mars
- Speedmars
- Beasting
- Kaart en kompas lezen
- Gevechtsbereidheid
- Leave no man behind

Daarnaast komen ook regelmatig onderdelen die te maken hebben met zwemmen, op grote hoogte zijn en graven terug.
De onderdelen en de volgorde ervan wisselen per seizoen zodat de deelnemers niet weten wat hun te wachten staat.

### Fase 2
Fase 2 is de tactische fase, waarin de overgebleven deelnemers in fictieve gevechtssituaties belanden. Het is hierbij van belang dat de deelnemers weten wanneer ze het wapen wel of niet moeten gebruiken en of ze eventueel andere handelingen moeten uitvoeren om de dreiging weg te nemen.
Op het eind van deze fase krijgen de deelnemers de eindmissie. In de eindmissie word een situatie nagebootst waarbij deze door de deelnemers zonder hulp van de instructeurs op de juiste manier moet worden afgerond. In deze eindmissie komen diverse elementen terug die de deelnemers eerder tijdens de opleiding hebben geleerd. Zoals kaartlezen en tactisch verplaatsen. In de seizoenen 1, 2 en Special Edition was de eindmissie het laatste onderdeel.
In seizoen 3 en 4 volgde na de eindmissie nog de afmatting. Een langdurige wandeltocht waarbij de deelnemers onderweg steeds weer een nieuwe kaart krijgen en hierdoor niet weten wanneer ze het einde bereiken.

## Seizoenen

### Seizoen 1
Seizoen 1 werd uitgezonden van 31 oktober 2020 tot 26 december 2020 en trok gemiddeld 1 miljoen kijkers.
Dit seizoen vond voornamelijk plaats rond Bakhuis Roozeboom-kamp (tentenkamp Noord) nabij de Rucphense Heide

#### Afleveringen
Het eerste seizoen telde 9 afleveringen. In de laatste aflevering waren er nog vier kandidaten over die een laatste opdracht ondergingen waarbij alle opgedane kennis en vaardigheid getest werd.
| Aflevering | Datum            | Tijdstip | Kijkcijfers |
| ---------- | ---------------- | -------- | ----------- |
| 1          | 31 oktober 2020  | 20:30    | 1.153.000   |
| 2          | 7 november 2020  | 20:30    | 1.130.000   |
| 3          | 14 november 2020 | 20:30    | 1.097.000   |
| 4          | 21 november 2020 | 20:30    | 1.100.000   |
| 5          | 28 november 2020 | 20:30    | 1.025.000   |
| 6          | 5 december 2020  | 21:40    | 806.000     |
| 7          | 12 december 2020 | 20:30    | 1.043.000   |
| 8          | 19 december 2020 | 20:30    | 933.000     |
| 9          | 26 december 2020 | 20:30    | 750.000     |

#### Deelnemers

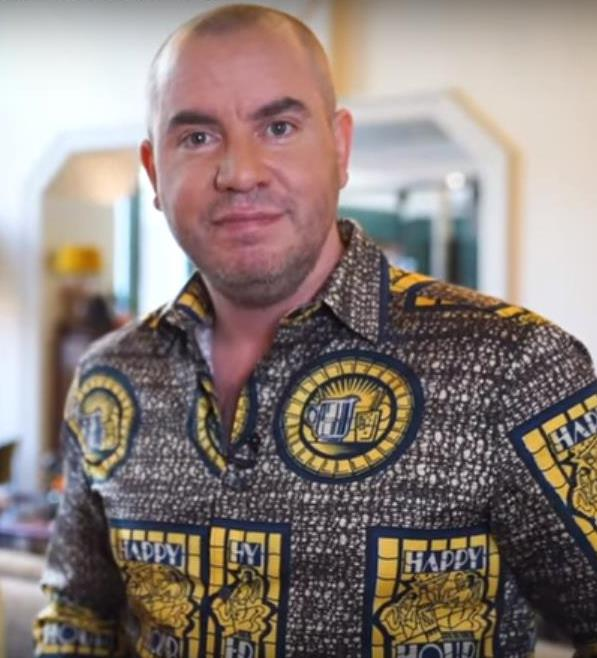
Jeroen van Koningsbrugge (2019)

De 15 deelnemers zijn gekozen uit zo'n 1000 aanmeldingen. In bijna iedere aflevering vallen er een of twee deelnemers uit.
| Deelnemer | Leeftijd | Prestatie                   |
| --------- | -------- | --------------------------- |
| Ab        | 43       | Gestopt in aflevering 1     |
| Zuléma    | 42       | Weggestuurd in aflevering 2 |
| Luciano   | 25       | Weggestuurd in aflevering 2 |
| Marvin    | 37       | Gestopt in aflevering 3     |
| Ruth      | 35       | Gestopt in aflevering 4     |
| Lotfi     | 23       | Weggestuurd in aflevering 5 |
| Jesse     | 26       | Weggestuurd in aflevering 6 |
| Krijn     | 22       | Weggestuurd in aflevering 8 |
| Kendra    | 24       | Weggestuurd in aflevering 8 |
| Tom O.    | 27       | Weggestuurd in aflevering 9 |
| Jonathan  | 27       | Weggestuurd in aflevering 9 |
| Marjolein | 26       | Opleiding voltooid          |
| Tom C.    | 26       | Opleiding voltooid          |
| Justin    | 31       | Opleiding voltooid          |
| Dennis    | 37       | Opleiding voltooid          |

### Seizoen 2
Seizoen 2 ging van start op 6 januari 2022 om 20.30 uur. Op 24 februari 2022 was er geen uitzending van Kamp Van Koningsbrugge vanwege een extra uitzending van het NOS Journaal.
Een gedeelte van het seizoen vond plaats nabij het het Duitse Winterberg. Het andere gedeelte vond plaats nabij het Nederlandse Schaarsbergen.

#### Afleveringen
Ook het tweede seizoen telde 9 afleveringen. In de laatste aflevering waren er nog zes kandidaten over die een laatste opdracht ondergingen waarbij alle opgedane kennis en vaardigheid getest werd.
| Aflevering | Datum            | Tijdstip  | Kijkcijfers |
| ---------- | ---------------- | --------- | ----------- |
| 1          | 6 januari 2022   | 20.35 uur | 1.144.000   |
| 2          | 13 januari 2022  | 20.35 uur | 1.360.000   |
| 3          | 20 januari 2022  | 20.35 uur | 1.173.000   |
| 4          | 27 januari 2022  | 20.35 uur | 1.382.000   |
| 5          | 3 februari 2022  | 20.35 uur | 1.443.000   |
| 6          | 10 februari 2022 | 20.35 uur | 1.994.000   |
| 7          | 17 februari 2022 | 20.35 uur | 1.406.000   |
| 8          | 3 maart 2022     | 20.35 uur | 1.125.000   |
| 9          | 10 maart 2022    | 20.35 uur | 1.256.000   |

#### Deelnemers
| Deelnemer | Leeftijd | Prestatie                   |
| --------- | -------- | --------------------------- |
| Guusje    | 22       | Gestopt in aflevering 1     |
| Dwayne    | 34       | Gestopt in aflevering 1     |
| Laura     | 30       | Weggestuurd in aflevering 2 |
| Emily     | 25       | Gestopt in aflevering 3     |
| Bart      | 37       | Weggestuurd in aflevering 5 |
| Mohamed   | 27       | Weggestuurd in aflevering 6 |
| Omar      | 27       | Weggestuurd in aflevering 8 |
| Robbie    | 30       | Weggestuurd in aflevering 8 |
| Michel    | 37       | Weggestuurd in aflevering 8 |
| Agavni    | 39       | Opleiding voltooid          |
| Jaring    | 35       | Opleiding voltooid          |
| Kamilia   | 30       | Opleiding voltooid          |
| Midas     | 27       | Opleiding voltooid          |
| Robin     | 23       | Opleiding voltooid          |
| Tom       | 28       | Opleiding voltooid          |

### Kamp Van Koningsbrugge Special Edition
Kamp Van Koningsbrugge Special Edition is een versie van Kamp Van Koningsbrugge met 10 bekende burgers. De eerste aflevering werd op 13 oktober 2022 uitgezonden.
De locatie van dit seizoen was in de Belgische Ardennen in en nabij La Roche-en-Ardenne.

#### Afleveringen
| Aflevering | Datum            | Tijdstip  | Kijkcijfers |
| ---------- | ---------------- | --------- | ----------- |
| 1          | 13 oktober 2022  | 20.35 uur | 976.000     |
| 2          | 20 oktober 2022  | 20.35 uur | 1.028.000   |
| 3          | 27 oktober 2022  | 20.35 uur | 940.000     |
| 4          | 3 november 2022  | 20.35 uur | 966.000     |
| 5          | 10 november 2022 | 20.35 uur | 1.064.000   |
| 6          | 17 november 2022 | 20.35 uur | 1.099.000   |

#### Deelnemers
| Deelnemer         | Leeftijd | Prestatie                   |
| ----------------- | -------- | --------------------------- |
| Ruben Annink      | 23       | Gestopt in aflevering 1     |
| Niels Gomperts    | 30       | Gestopt in aflevering 1     |
| Natasja Gibbs     | 42       | Weggestuurd in aflevering 2 |
| Celine Huijsmans  | 36       | Weggestuurd in aflevering 3 |
| Tarikh Janssen    | 34       | Gestopt in aflevering 5     |
| Boris Scheurs     | 39       | Weggestuurd in aflevering 6 |
| Iris Enthoven     | 28*      | Weggestuurd in aflevering 6 |
| Wouter Prudon     | 35       | Opleiding voltooid          |
| Daphne Koster     | 40       | Opleiding voltooid          |
| Edino van Dorsten | 29       | Opleiding voltooid          |

* Was op dag 1 van het programma jarig en werd 28 jaar.

### Seizoen 3
Seizoen 3 ging van start op 25 mei 2023 om 20.35 uur. 
Dit seizoen vond voornamelijk plaats in het zuiden van Zuid-Limburg.

#### Afleveringen
| Aflevering | Datum        | Tijdstip  | Kijkcijfers |
| ---------- | ------------ | --------- | ----------- |
| 1          | 25 mei 2023  | 20.35 uur | 865.000     |
| 2          | 1 juni 2023  | 20.35 uur | 857.000     |
| 3          | 8 juni 2023  | 20.35 uur | 776.000     |
| 4          | 15 juni 2023 | 20.35 uur | 723.000     |
| 5          | 22 juni 2023 | 20.35 uur | 980.000     |
| 6          | 29 juni 2023 | 20.35 uur | 828.000     |
| 7          | 6 juli 2023  | 20.35 uur | 816.000     |
| 8          | 13 juli 2023 | 20.35 uur | 758.000     |
| 9          | 20 juli 2023 | 20.35 uur | 895.000     |

#### Deelnemers
| Deelnemer | Leeftijd | Prestatie                   |
| --------- | -------- | --------------------------- |
| Marty     | 30       | Gestopt in aflevering 1     |
| Mick      | 33       | Weggestuurd in aflevering 1 |
| Mustapha  | 38       | Weggestuurd in aflevering 2 |
| Stijn     | 24       | Weggestuurd in aflevering 2 |
| Zola      | 26       | Weggestuurd in aflevering 2 |
| Tomash    | 29       | Gestopt in aflevering 4     |
| Naoufal   | 24       | Weggestuurd in aflevering 5 |
| Sheila    | 34       | Weggestuurd in aflevering 5 |
| Eefje     | 40       | Weggestuurd in aflevering 7 |
| Mahdi     | 28       | Weggestuurd in aflevering 8 |
| Titia     | 32       | Weggestuurd in aflevering 8 |
| Remi      | 28       | Weggestuurd in aflevering 9 |
| Sam       | 30       | Weggestuurd in aflevering 9 |
| Robin     | 33       | Opleiding voltooid          |
| Bram      | 27       | Opleiding voltooid          |

### Seizoen 4
Seizoen 4 ging van start op 29 januari 2024 om 20.35 uur.
Dit seizoen vond plaats in Engelse het Nationaal park Dartmoor.

#### Afleveringen
| Aflevering | Datum            | Tijdstip  | Kijkcijfers |
| ---------- | ---------------- | --------- | ----------- |
| 1          | 29 januari 2024  | 20.35 uur | 990.000     |
| 2          | 5 februari 2024  | 20.35 uur | 916.000     |
| 3          | 12 februari 2024 | 20.35 uur | 916.000     |
| 4          | 19 februari 2024 | 20.35 uur | 894.000     |
| 5          | 26 februari 2024 | 20.35 uur | 927.000     |
| 6          | 4 maart 2024     | 20.35 uur | 824.000     |
| 7          | 11 maart 2024    | 20.35 uur | 899.000     |
| 8          | 18 maart 2024    | 20.35 uur | 775.000     |
| 9          | 25 maart 2024    | 20.35 uur | 833.000     |

#### Deelnemers
| Deelnemer | Leeftijd | Prestatie                   |
| --------- | -------- | --------------------------- |
| Astrid    | 30       | Gestopt in aflevering 1     |
| Julian    | 31       | Weggestuurd in aflevering 3 |
| Marjolein | 43       | Gestopt in aflevering 3     |
| Myrthe    | 35       | Gestopt in aflevering 5     |
| Sedat     | 28       | Weggestuurd in aflevering 5 |
| Wouter    | 32       | Gestopt in aflevering 5     |
| Kees      | 28       | Weggestuurd in aflevering 5 |
| Damiën    | 38       | Weggestuurd in aflevering 6 |
| Jorrit    | 31       | Weggestuurd in aflevering 8 |
| Bono      | 31       | Weggestuurd in aflevering 8 |
| Ronald    | 27       | Weggestuurd in aflevering 8 |
| Sander    | 31       | Weggestuurd in aflevering 9 |
| Denise    | 29       | Weggestuurd in aflevering 9 |
| Duco      | 24       | Opleiding voltooid          |
| Nick      | 40       | Opleiding voltooid          |

### Seizoen 5
Seizoen 5 ging van start op 2 september 2024 om 20.35 uur. 
Het seizoen vond plaats in de Duitse Eifel, met Ordensburg Vogelsang als startplaats.

#### Afleveringen
| Aflevering | Datum             | Tijdstip  | Kijkcijfers (excl. terugkijken) |
| ---------- | ----------------- | --------- | ------------------------------- |
| 1          | 2 september 2024  | 20.35 uur | 626.000                         |
| 2          | 9 september 2024  | 20.35 uur | 705.000                         |
| 3          | 16 september 2024 | 20.35 uur | 684.000                         |
| 4          | 23 september 2024 | 20.35 uur | 733.000                         |
| 5          | 30 september 2024 | 20.35 uur | 825.000                         |
| 6          | 7 oktober 2024    | 20.35 uur | 696.000                         |
| 7          | 14 oktober 2024   | 20.35 uur | 555.000                         |
| 8          | 21 oktober 2024   | 20.35 uur | 729.000                         |
| 9          | 28 oktober        | 20.35 uur | 733.000                         |

#### Deelnemers
| Deelnemer | Leeftijd | Prestatie                   |
| --------- | -------- | --------------------------- |
| Sanne     | 26       | Gestopt in aflevering 1     |
| Rob       | 34       | Weggestuurd in aflevering 1 |
| Diego     | 35       | Weggestuurd in aflevering 2 |
| Immelda   | 30       | Weggestuurd in aflevering 2 |
| Robbin    | 22       | Weggestuurd in aflevering 2 |
| Nick      | 34       | Gestopt in aflevering 3     |
| Daphne    | 27       | Gestopt in aflevering 4     |
| Lawrence  | 31       | Weggestuurd in aflevering 7 |
| Paula     | 31       | Weggestuurd in aflevering 8 |
| Wout      | 37       | Weggestuurd in aflevering 8 |
| Bikkel    | 27       | Weggestuurd in aflevering 9 |
| Anouk     | 30       | Opleiding voltooid          |
| Dylan     | 31       | Opleiding voltooid          |
| Jorden    | 26       | Opleiding voltooid          |
| Koen      | 37       | Opleiding voltooid          |